# معاون نخست‌وزیر بریتانیا
معاون نخست‌وزیر بریتانیا (انگلیسی: Deputy Prime Minister of the United Kingdom)بریتانیا عنوانی افتخاری است که به وزیر پادشاهی و یکی از اعضای کابینه بریتانیا داده می‌شود که معمولاً به معنای وزیر ارشد، معاون رهبر حزب حاکم یا متحد سیاسی کلیدی نخست‌وزیر است. این مسئولیت مستلزم هیچ گونه مسئولیت قانونی خاصی نیست، هرچند که ممکن است برخی از آنها به دارندهٔ چنین عنوانی منصوب شود و معمولاً با یک پست وزارت امور خارجه همراه است. این عنوان همیشه مورد استفاده قرار نمی‌گیرد و نخست‌وزیرها به‌عنوان معاونانی با عنوان وزیر امور خارجه یا معاونان غیررسمی بدون عنوان افتخاری منصوب می‌شوند. معاون فعلی نخست‌وزیر آنجلا رینر است.

## در قانون اساسی
معاون نخست‌وزیر بریتانیا یک عنوان استو پادشاهان به‌طور متوالی از به‌رسمیت شناختن این سمت خودداری کرده‌اند.